# Coventry-cyclus
De Coventry-cyclus ofwel Coventry Mystery Plays is een cyclus of serie middeleeuwse Engelse op bekende Bijbelverhalen gebaseerde mysteriespelen zoals die werden opgevoerd in Coventry. 
De cyclus telde oorspronkelijk zeker 10 stukken, waarvan er slechts twee bewaard zijn gebleven. 
Evenals de bekende cyclussen van York, Chester en Wakefield werden de stukken geproduceerd en uitgevoerd door leden van de verschillende stadsgilden. De spelen dienden niet alleen tot lering, maar zeker ook tot vermaak en bevatten veel volkse humor. De opvoeringen mochten zich dan ook verheugen in een grote populariteit, ook bij de koningshuizen. De stukken werden opgevoerd op het destijds belangrijke kerkelijke feest van Corpus Christi in de vorm van wagenspelen, waarbij verplaatsbare wagens langs verschillende vooraf bekendgemaakte locaties in de stad trokken. De wagens waren soms rijk versierd met uitbundige, spectaculaire en kleurrijke decors. 
Een eerste vermelding van de spelen van Coventry dateert uit de vroege jaren 1390. De opvoeringen  ervan vonden plaats tot in de tweede helft van de 16e eeuw, waarna ze werden onderdrukt en verboden als gevolg van de Reformatie. 
Een van de twee nog bewaard gebleven stukken is de Shearmen and Tailors' Pageant, zoals de titel aangeeft uitgevoerd door de gilden van de schaapscheerders en kleermakers. Hierin werden de gebeurtenissen getoond rond de geboorte van Jezus, van de Annunciatie tot de Kindermoord van Bethlehem. Het enige nog bestaande manuscript van dit stuk raakte verloren bij een brand in 1879, maar de tekst bleef behouden doordat die eerder was genoteerd en gepubliceerd door Thomas Sharp.
Het andere nog bekende stuk is de Weavers' Pageant, uitgevoerd door het gilde van de wevers. Dit spel behandelde de gebeurtenissen van Maria Lichtmis en het optreden in de tempel van de 12-jarige Jezus.